# Aberdeen and Asheboro Railway
Die Aberdeen and Asheboro Railway war eine Eisenbahngesellschaft in North Carolina (Vereinigte Staaten). Sie betrieb ein kleines Netz von rund 132 Kilometern Länge und hatte ihren Hauptsitz in Aberdeen.

## Bahnstrecken
- Bahnstrecke Aberdeen–Asheboro (90 km)
- Bahnstrecke Biscoe–Mount Gilead (35,5 km)
- Bahnstrecke West End–Jackson Springs (6,5 km) (nur Betriebsführung, nur Güterverkehr; in Besitz der Jackson Springs Railroad)

## Geschichte
Die Bahngesellschaft entstand 1897 als Fusion der Aberdeen and West End Railroad und der Asheboro and Montgomery Railroad. Sie war in Besitz der Familie Page, Präsident der Bahn war zunächst A. F. Page, später J. R. Page. Zu diesem Zeitpunkt bestand das Netz der Bahn nur aus der Hauptstrecke von Aberdeen über Star nach Asheboro und einer zwölf Kilometer langen Zweigstrecke von Biscoe nach Troy. Diese Zweigstrecke wurde am 1. Januar 1899 um 23,5 Kilometer nach Mount Gilead verlängert. Die Strecken hatten die damals im Südosten der USA übliche Spurweite von 4¾ Fuß (1448 mm). Etwa 1906/07 wurde die Spurbreite offiziell auf Normalspur (1435 mm) umdefiniert. Eine tatsächliche Umspurung fand nicht statt, da die Spurweite noch im Toleranzbereich lag, jedoch wurden dann im Zuge von Gleisreparaturen die Schienen nur noch in Normalspur verbaut.
1907 fusionierte die Bahngesellschaft mit der am 1. Oktober 1900 gegründeten Jackson Springs Railroad zur Aberdeen and Asheboro Railroad. Die Jackson Springs Railroad besaß eine rund sechseinhalb Kilometer lange Zweigstrecke von West End nach Jackson Springs, deren Betriebsführung von Anfang an der Aberdeen&Asheboro oblegen hatte und die nur dem Güterverkehr diente. Heute existieren von dem Netz weiterhin die Strecken von Aberdeen nach Star und von Troy nach Mount Gilead, letztere nunmehr als Teil der Strecke von Gulf nach Charlotte. Beide Strecken werden von der Aberdeen, Carolina and Western Railway betrieben.

## Personenverkehr
Nach dem Fahrplan vom 15. November 1905 betrieb die Bahngesellschaft an Werktagen einen Personenzug und einen gemischten Zug von Aberdeen nach Asheboro. Der Personenzug benötigte zweieinhalb Stunden für die Gesamtstrecke, der gemischte Zug knapp sechs Stunden. Ein weiteres Zugpaar fuhr von Aberdeen nach Biscoe und zwei Zugpaare befuhren die Zweigstrecke von Biscoe nach Mount Gilead. Daneben verkehrten vier tägliche Zugpaare von Aberdeen nach Pinehurst.